# Храмцова, Кристина Валерьевна
Кристина Валерьевна Храмцова (род. 21 мая 1992, Россия) — российская самбистка и дзюдоистка, призёр чемпионатов России по самбо и дзюдо, призёр чемпионата Европы по самбо, мастер спорта России международного класса (2017). Тренируется под руководством Александра Волоса. Выступает за клуб «Минобрнаука» (Дзержинский).

## Спортивные достижения
- Чемпионат России по дзюдо 2013 года — ;
- Чемпионат России по самбо среди женщин 2013 года — ;
- Чемпионат России по дзюдо 2014 года среди молодёжи — ;
- Чемпионат России по самбо 2016 года — ;